# Veliki Lipovec (Słowenia)
Veliki Lipovec – wieś w Słowenii, w gminie Žužemberk. W 2018 roku liczyła 99 mieszkańców.